# Lewis (Colorado)
Lewis es un lugar designado por el censo (CDP: 'census-designated place'). Ubicado en el condado de Montezuma en el estado estadounidense de Colorado. En el Censo de 2010 tenía una población de 302 habitantes y una densidad poblacional de 37,48 personas por km².

## Geografía
Lewis se encuentra ubicado en las coordenadas 37°30′6″N 108°39′36″O / 37.50167, -108.66000. Según la Oficina del Censo de los Estados Unidos, Lewis tiene una superficie total de 8.06 km², de la cual 8.06 km² corresponden a tierra firme y (0%) 0 km² es agua.

## Demografía
Según el censo de 2010, había 302 personas residiendo en Lewis. La densidad de población era de 37,48 hab./km². De los 302 habitantes, Lewis estaba compuesto por el 94.37% blancos, el 0% eran afroamericanos, el 1.32% eran amerindios, el 0% eran asiáticos, el 0% eran isleños del Pacífico, el 1.66% eran de otras razas y el 2.65% pertenecían a dos o más razas. Del total de la población el 5.96% eran hispanos o latinos de cualquier raza.